# Midway (comté de Seminole, Floride)
Pour les articles homonymes, voir Midway.
Midway est une census-designated place du comté de Seminole, dans l'État de Floride, aux États-Unis,. En 2020, elle compte une population de 1 524 habitants. Elle fait partie du Grand Orlando.

## Géographie
Selon le bureau du recensement des Etats-unis, Midway s'étend sur 3.6 km² et est traversé par la Florida State Road 46.